# Aaron Moorehead
Aaron Moorehead é um ex jogador profissional de futebol americano estadunidense que foi campeão da temporada de 2006 da National Football League jogando pelo Indianapolis Colts.